# Euaspis strandi
Euaspis strandi är en biart som beskrevs av Meyer 1912. Euaspis strandi ingår i släktet Euaspis och familjen buksamlarbin. Inga underarter finns listade i Catalogue of Life.